# Chrysoperla thelephora
Chrysoperla thelephora är en insektsart som beskrevs av C.-k. Yang och X.-k. Yang 1989. Chrysoperla thelephora ingår i släktet Chrysoperla och familjen guldögonsländor. Inga underarter finns listade i Catalogue of Life.